# São João da Lagoa (kommun)
São João da Lagoa är en kommun i Brasilien.   Den ligger i delstaten Minas Gerais, i den sydöstra delen av landet, 400 km öster om huvudstaden Brasília. Antalet invånare är 4 659.
Följande samhällen finns i São João da Lagoa:
- São João da Lagoa

Omgivningarna runt São João da Lagoa är huvudsakligen savann. Runt São João da Lagoa är det glesbefolkat, med 10 invånare per kvadratkilometer.